# Geoffrey Mujangi Bia
Geoffrey Mujangi Bia, né le 12 août 1989 à Kinshasa au Zaïre (aujourd'hui la république démocratique du Congo), est un footballeur international belge, d'origine congolaise, qui joue comme attaquant au FC Ganshoren.

## Biographie

### RSC Charleroi
Geoffrey Mujangi Bia a été formé au RSC Anderlecht avant d'évoluer 4 saisons au Royal Charleroi Sporting Club.
Geoffrey Mujangi Bia a refusé une sélection avec l'équipe nationale congolaise afin de pouvoir porter le maillot de l'équipe nationale belge. Il y compte en 2010 deux sélections lors de matchs amicaux à la Coupe Kirin 2009.
En janvier 2010, il est prêté avec option d'achat au club anglais des Wolverhampton Wanderers.

### Standard de Liège
Le 28 avril 2011, il signe un contrat avec le Standard de Liège pour 3 saisons plus 2 en option. En août 2012, il est prêté à Watford.

### FC Sion
En août 2015, il rejoint le FC Sion. Le 12 février 2017, il inscrit un doublé face au FC Vaduz.
Il quitte le club le 27 juin 2017.

### Kayserispor
Le 27 juin 2017, il signe pour 1 saison en division 1 turque dans le club de Kayserispor. Il y joue peu et est prêté mi-saison sans plus de succès.
À la fin de la saison, il rompt son contrat.

### KSC Lokeren
Libre de tout contrat, il signe le 13 septembre 2018 jusqu'à la fin de la saison 2018-2019 au KSC Lokeren.
Il est renvoyé du club le 5 février 2019. Geoffrey Mujangi Bia n'aura participé qu'à 4 rencontres de championnat (136 minutes jouées).

### R. Excelsior Virton
Le 28 janvier 2022, il signe libre de tout contrat depuis 2020 un contrat chez les Gaumais de Virton.

### Famille
Geoffrey Mujangi Bia est le cousin de l'international belge Ilombe Mboyo, qui évolue depuis 2021 à Saint-Trond, et avec qui il a évolué au FC Sion.

### Arrestation pour culture de cannabis
Mujangi Bia est soupçonné de cultiver des stupéfiants dans le cadre d'une association de malfaiteurs. En effet, en juin 2021 des travailleurs d'une compagnie d’électricité ont découvert une plantation de cannabis d'environ un millier de plants dans la cave de son domicile. Après son arrestation il a obtenu un placement de bracelet électronique.

## Palmarès
- Standard de Liège
  - Vice-Champion de Belgique en 2014

- FC Sion
  - Finaliste de la Coupe de Suisse en 2017

- Akhisar Belediyespor
  - Vainqueur de la Coupe de Turquie en 2018